# Marco Goecke
Marco Goecke (* 12. April 1972 in Wuppertal) ist ein deutscher Choreograph.

## Künstlerischer Werdegang
Ab 1988 absolvierte Goecke eine Ballettausbildung an der Ballettakademie der Heinz-Bosl-Stiftung München sowie am Königlichen Konservatorium Den Haag, wo er 1995 sein Diplom erhielt. Darauf folgten Engagements an der Deutschen Staatsoper Berlin und am Theater Hagen.
2000 schuf Goecke seine erste Choreographie mit dem Titel Loch am Theater Hagen. Es folgten mehrere Choreographien für die Noverre-Gesellschaft Stuttgart mit Tänzern des Stuttgarter Balletts und eine Einladung an das New York Choreographic Institute. Im Juli 2003 gewann Goecke den Prix Dom Perignon in Hamburg mit dem Stück Blushing, getanzt vom Stuttgarter Ballett. Für die Weihnachtsgala 2003 im Staatstheater Stuttgart entstand der Pas de deux Ring them bells. Es folgten zahlreiche Auftragsarbeiten für internationale Kompanien.
Mit der Spielzeit 2005/06 wurde Goecke zum Hauschoreographen des Stuttgarter Balletts ernannt und kreierte im Dezember 2006 dort sein erstes Handlungsballett Nussknacker, das später auch für den ZDFtheaterkanal verfilmt wurde. Von 2006 bis 2012 hatte Goecke den Titel des Hauschoreographen auch beim Scapino Ballets Rotterdam inne. Von der Spielzeit 2013/14 an wurde Goecke Hauschoreograph beim Nederlands Dans Theater.
Neben den mehr als sechzig Werken, die Goecke innerhalb von wenigen Jahren geschaffen hat (siehe Werkliste), werden zahlreiche seiner bereits bestehenden Choreographien bei anderen Kompanien einstudiert, z. B. in Tel Aviv, Sao Paulo, bei Les Grands Ballets Canadiens de Montréal, Scapino Ballet Rotterdam, Ballett-Theater München, Saarländisches Staatstheater Saarbrücken, Staatstheater Hannover, Wiener Staatsoper und am Theater Augsburg.
2015 wurde sein Ballettstück Lonesome George uraufgeführt, das von der gleichnamigen Schildkröte handelt. Er hatte die Arbeit daran bereits vor deren Tod im Jahr 2012 begonnen, aber wegen einer schweren Erkrankung unterbrechen müssen. Nach eigener Aussage hätte die Erkrankung auch tödlich verlaufen können, weshalb seither seine Arbeit beeinflusst sei von der Erkenntnis, wie fragil Menschen sind.
Im Juli 2017 verkündete Tamas Detrich, designierter Intendant beim Stuttgarter Ballett und Nachfolger Reid Andersons, dass er Goeckes Vertrag als Hauschoreograf nicht über die Spielzeit 2017/18 hinaus verlängern werde. Im Februar 2018 wurde Goecke von der designierten Opernintendantin Laura Berman zum Ballettdirektor der Staatsoper Hannover ab der Spielzeit 2019/20 berufen. Im Juni 2018 schloss Gauthier Dance, die Tanzkompanie im Stuttgarter Theaterhaus, einen Vertrag mit Goecke als Artist in Residence ab Januar 2019.
Ab der Spielzeit 2019/20 bis Februar 2023 war Marco Goecke Ballettdirektor am Staatsballett Hannover.
Im Mai 2022 wurde Marco Goecke der Deutsche Tanzpreis 2022 zugesprochen, gemeinsam mit dem Berliner Choreografen Christoph Winkler. Die Auszeichnung wurde am 15. Oktober 2022 im Essener Aalto-Theater bei einer Gala überreicht.
Am 22. Mai 2024 wurde Goecke zum Künstlerischen Leiter und Hauschoreographen des Balletts am Theater Basel ernannt, beginnend mit der Spielzeit 2025/2026. Dies wurde unter anderem in einem Kommentar der Frankfurter Allgemeinen Zeitung kritisiert, während in der Süddeutschen Zeitung begrüßt wurde, dass Goecke eine zweite Chance erhält.

## Tätlicher Angriff auf Kritikerin

### Hundekot-Angriff auf Kritikerin Wiebke Hüster im Februar 2023
Am 11. Februar 2023 sorgte Goecke am Rande der Premiere des Stücks Glaube Liebe Hoffnung in der Staatsoper Hannover für einen Theaterskandal, indem er der Tanztheater-Kritikerin der Frankfurter Allgemeinen Zeitung (FAZ), Wiebke Hüster, den in einem Hundekotbeutel aufgesammelten Kot seines Dackels auf die rechte Wange schmierte. Der Fall erregte internationale Aufmerksamkeit. Zuvor hatte er ihr vorgeworfen, für Abonnementskündigungen in Hannover verantwortlich zu sein, und ihr Hausverbot angedroht. Laut der FAZ reagierte er mit seiner Attacke auf eine am selben Tag erschienene Rezension Hüsters über die Produktion In the Dutch Mountains am Nederlands Dans Theater in Den Haag, in der etwa steht, man werde „beim Zuschauen abwechselnd irre und von Langeweile umgebracht“, das Stück sei „eine Blamage und eine Frechheit“, und beides müsse man „dem Choreographen umso mehr anlasten, als Virtuosität und Präsenz der Tänzer des Nederlands Dans Theater nach mehr verlangen“. Hüster hatte unmittelbar nach dem Vorfall Strafanzeige bei der Polizei erstattet. Die FAZ wertete den Übergriff Goeckes als Körperverletzung und „Einschüchterungsversuch gegenüber unserer freien, kritischen Kunstbetrachtung“. Die Staatsanwaltschaft Hannover nahm Ermittlungen wegen Körperverletzung und Beleidigung auf. Letztlich wertete sie den Vorfall als tätliche Beleidigung und stellte das Verfahren Ende 2023 gegen Zahlung eines vierstelligen Geldbetrages ein.

### Kündigung als Ballettdirektor der Staatsoper Hannover
Am 13. Februar 2023 wurde Goecke suspendiert und ein Hausverbot der Staatsoper Hannover ausgesprochen. Goecke rechtfertigte sich, indem er behauptete, sein Werk sei über Jahre durch die Journalistin „beschmutzt“ worden. Er sei zwar „ein bisschen erschrocken“ über sich selbst, wolle sich aber nicht bei Hüster entschuldigen. Wenn ihn das seine Karriere koste, sei er damit einverstanden. Einen Tag später, am 14. Februar, entschuldigte er sich dann doch bei ihr und „allen Beteiligten“: „Im Nachhinein wird mir klar bewusst, dass dies eine schändliche Handlung im Affekt und eine Überreaktion war.“ Hüster bestritt zudem, dass ihre Kritiken über Goeckes Stücke „oft gehässig“ gewesen seien, zwei ihrer neun Kritiken seien sogar „überschwänglich positiv“ gewesen. Am 16. Februar 2023 gab die Staatsoper Hannover bekannt, dass der Vertrag mit Goecke mit sofortiger Wirkung aufgelöst worden sei. Aufgrund seines Fehlverhaltens sei er als Führungskraft nicht mehr tragbar. Seine Stücke sollen in Hannover jedoch weiter gespielt werden. Das Nationaltheater Mannheim strich aufgrund des Vorfalls eine im April 2023 vorgesehene Aufführung einer Choreographie von Marco Goecke. Nachfolger Goeckes in Hannover wurde sein bisheriger Stellvertreter Christian Blossfeld, der das Ballett der Staatsoper schon seit der Suspendierung kommissarisch geleitet hatte. Goecke erklärte im August 2023, er habe infolge eines Burn-outs aus dem Affekt heraus gehandelt. Für Juni 2024 wurde Goeckes Rückkehr als Choreograph an der Staatsoper Hannover angekündigt.

### TheaterstückDie Hundekot-Attacke
Rezeption erfuhr der Vorfall durch das Theaterhaus Jena, wo das Stück „Die Hundekot-Attacke“ mit dem Untertitel „Eine Vorstellung über Finsternis, Schönheit und Vergebung, basierend auf einer wahren Begebenheit“ am 27. Oktober 2023 uraufgeführt wurde. Die Inszenierung wurde zum Berliner Theatertreffen 2024 eingeladen.

## Werkliste
- 2000: Loch, Theater Hagen/Choreografischer Wettbewerb Hannover (Musik: Franz Schubert, W.A. Mozart)
- 2001: Chicks, Stuttgarter Ballett/Noverre-Gesellschaft (Musik: Nirvana, Péteris Vasks, J.S. Bach)
- 2002: Demigods, Stuttgarter Ballett/Noverre-Gesellschaft (Musik: Tori Amos, Garbage, Michael Jüllich)
- 2003: Blushing, Hamburg Ballett (Musik: Tom Waits, The Cramps, Ho Road)
- 2003: Ring them Bells, Stuttgarter Ballett (Musik: John Kander/Fred Ebb)
- 2004: Mopey, Peter Boal and Company, NY (Solo. Musik: Carl Philipp Emmanuel Bach, The Cramps)
- 2004: Ickyucky, Stuttgarter Ballett/Noverre-Gesellschaft (Musik: Patti Smith, Jimi Hendrix)
- 2005: Sweet Sweet Sweet, Stuttgarter Ballett (Musik: Konzept von Marco Goecke, Herbert Schnarr)
- 2005: Äffi, Stuttgarter Ballett/Internationale ARDT Ballettgala, Arnhem (Solo. Musik: Johnny Cash)
- 2005: Beautiful Freak, Hamburger Ballett (Musik: Chet Baker, Michael Jüllich)
- 2005: Der Rest ist Schweigen, Scapino Ballet Rotterdam (Musik: Stephen Foster)
- 2006: Alles, Staatstheater Braunschweig (Text: Ingeborg Bachmann)
- 2006: Viciouswishes, Stuttgarter Ballett (Musik: Steve Reich, György Ligeti)
- 2006: Nussknacker, Stuttgarter Ballett (abendfüllend. Musik: Peter Tschaikowsky, Mahalia Jackson)
- 2007: Sonett, Leipziger Ballett (Robert Johnson, Henry Purcell, John Dowland, Text: William Shakespeare)
- 2007: Bravo Charlie, Scapino Ballet Rotterdam (Musik: Keith Jarrett)
- 2008: Alben, Stuttgarter Ballett (Musik: Ludwig van Beethoven, Miles Davis)
- 2008: Suite Suite Suite, Leipziger Ballett (Musik: Johann Sebastian Bach)
- 2008: Whiteout, Les Ballets de Monte Carlo (Musik: Bob Dylan)
- 2008: Nichts, Nederlands Dans Theater II (Musik: Keith Jarrett, Jimi Hendrix)
- 2009: Supernova, Scapino Ballet Rotterdam (Musik: Pierre Louis Garcia-Leccia, Antony & the Johnsons, Fabian Smit)
- 2009: Fancy Goods, Stuttgarter Ballett (Solo. Musik: Sarah Vaughn)
- 2009: Fur, Norwegisches Nationalballett Oslo (Musik: Keith Jarrett)
- 2009: Le Chant du Rossignol, Leipziger Ballett (Musik: Igor Strawinsky)
- 2009: Tué, Les Ballets de Monte Carlo (Solo. Musik: Barbara)
- 2009: Spectre de la Rose, Les Ballets de Monte Carlo (Musik: Carl Maria von Weber)
- 2010: Pierrot Lunaire, Scapino Ballet Rotterdam (Musik: Arnold Schönberg)
- 2010: Orlando, Stuttgarter Ballett (abendfüllend. Musik: Michael Tippett, Philip Glass)
- 2010: Vuurvogel Pas de deux, Scapino Ballet für Nederlandse Dansdagen Maastricht (Musik: Igor Strawinsky)
- 2010: For Sascha, New York Choreographic Institute NY
- 2011: Songs for Drella, Scapino Ballet Rotterdam (abendfüllend. Choreografie von Ed Wubbe und Marco Goecke. Musik: John Cale, Lou Reed, Jimmy Smith, Charles Mingus)
- 2011: Place a Chill, Pacific Northwest Ballet Seattle (Musik: Camille Saint-Saëns)
- 2011: Dearest Earthly Friend, Les Ballets de Monte-Carlo (Musik: György Ligeti)
- 2011: In sensu, Stuttgarter Ballett (Solo. Musik: Antonio Vivaldi)
- 2012: Garbo Laughs, Nederlands Dans Theater 1 (Musik: György Ligeti, Ray Charles)
- 2012: Black Breath, Stuttgarter Ballett (Musik: György Ligeti, Bonnie „Prince“ Billy)
- 2012: And the Sky on That Cloudy Old Day, Staatsballett Berlin (Musik: John Adams)
- 2012: Dancer in the Dark, Stuttgarter Ballett/Schauspiel Stuttgart (abendfüllend. Choreographie von Marco Goecke und Louis Stiens. Musikal. Einrichtung: Matthias Klein, Regie: Christian Brey)
- 2012: Nap, Stuttgarter Ballett (Solo. Musik: Sinéad O’Connor)
- 2013: I Found A Fox, Gauthier Dance (Solo. Musik: Kate Bush)
- 2013: Peekaboo, São Paulo Companhia de Dança beim Movimentos Festival Wolfsburg (Musik: Benjamin Britten, Finnische Chormusik)
- 2013: On Velvet, Stuttgarter Ballett (Musik: Johannes Maria Staud, Edward Elgar)
- 2013: I found A Fox II, Gauthier Dance (Solo. Musik: Kate Bush)
- 2014: Hello Earth, Nederlands Dans Theater (Musik: Benjamin Britten, Diamanda Galás)
- 2014: Deer Vision, Ballett Zürich (Musik: Chris Haigh, Rob Silverman, Arnold Schönberg)
- 2014: Sigh, Les Ballets de Monte-Carlo (Musik: Bonnie „Prince“ Billy)
- 2015: Thin Skin, Nederlands Dans Theater 1 (Musik: Patti Smith, Keith Jarrett)
- 2015: Cry Boy, Ballett des Staatstheaters am Gärtnerplatz München (Solo. Musik: The Cure)
- 2015: Le Chant du Rossignol (Neufassung), Stuttgarter Ballett (Musik: Igor Strawinsky)
- 2015: Lonesome George, Ballett am Rhein (Musik: Dmitri Schostakowitsch)
- 2015: Black Swan Pas de deux und Valse, Académie Princesse Grace, Monte-Carlo (Musik: Peter Tschaikowsky, „Schwanensee“)
- 2015: All Long Dem Day, Staatliche Ballettschule Berlin (Musik: Nina Simone)
- 2015: Solo in „Egon Madsens Greyhounds“ (Musik: Jeff Buckley), Theaterhaus Stuttgart
- 2016: Lucid Dream, Stuttgarter Ballett (Musik: Gustav Mahler)
- 2016: Woke Up Blind, Nederlands Dans Theater 1 (Musik: Jeff Buckley)
- 2016: A Spell on You. John-Cranko-Schule Stuttgart (Musik: Nina Simone)
- 2016: Nijinski. Gauthier Dance, Theaterhaus Stuttgart (Musik: Frédéric Chopin, Claude Debussy)
- 2016: Petruschka. Ballett Zürich (Musik: Igor Strawinsky)
- 2017: Midnight Raga. Nederlands Dans Theater 2 (Musik: Ravi Shankar, Etta James)
- 2017: Dance/Jazz Fusion Vol. 2. Badenes/Robinson/Su/von Sternenfels, Theaterhaus Stuttgart (Musik: Ferenc und Magnus Mehl Quartett)
- 2017: Wir sagen uns Dunkles. Nederlands Dans Theater 2 (Musik: Franz Schubert, Placebo, Alfred Schnittke)
- 2018: Almost Blue. Stuttgarter Ballett (Musik: Etta James, Antony and the Johnsons)
- 2018: Ungarischer Tanz Nr. 1. Académie Princesse Grace, Monte-Carlo (Musik: Johannes Brahms, im Rahmen der Gala de l’Académie 2018)
- 2018: La Strada. Ballett des Gärtnerplatztheaters, München (abendfüllend, Musik: Nino Rota)
- 2018: Infant Spirit. Gauthier Dance, Theaterhaus Stuttgart (Solo, Musik: Antony and the Johnsons)
- 2018: Walk the Demon. Nederlands Dans Theater 1, Den Haag (Solo, Musik: Antony and the Johnsons, Pawel Haas, Pehr Henrik Nordgren)
- 2019: Dogs Sleep. Ballet de l’Opéra National de Paris (Musik: Toru Takemitsu, Maurice Ravel, Sarah Vaughan)
- 2019: The Heart. Gauthier Dance, Theaterhaus Stuttgart (Musik: Ferenc und Magnus Mehl Quartett, Macy Gray)
- 2019: Kunstkammer. NDT 1 und 2, Den Haag. Abendfüllendes Werk, gemeinsam mit Sol León, Paul Lightfoot und Crystal Pite (Musik: Henry Purcell, Ludwig van Beethoven, Janis Joplin u. v. a.)
- 2020: Kiss a Crow. Staatsballett Hannover (Musik: Kate Bush)
- 2020: Lieben Sie Gershwin? Gauthier Dance, Theaterhaus Stuttgart (abendfüllend; Musik: George Gershwin)
- 2021: Der Liebhaber (nach Marguerite Duras). Staatsballett Hannover (abendfüllend; Musik: Vietnamesischer Jazz, Unsuk Chin, Claude Debussy, Maurice Ravel, Gabriel Fauré, Frédéric Chopin, Nadia Boulanger). Premiere fand online statt
- 2021: The Big Crying. Nederlands Dans Theater 2, Zuiderstrandtheater Den Haag. (Musik: Rorogwela, Electricity feat. Fire Eater, Extreme Music from Africa, Tori Amos). Premiere fand online statt
- 2021: Good Old Moone. Dresden Frankfurt Dance Company, Bockenheimer Depot, Frankfurt am Main. (Musik: Patti Smith). Premiere fand online statt
- 2021: Nachtmerrie. Stuttgarter Ballett. (Musik: Keith Jarrett, Lady Gaga). 2025 beim National Ballet of Canada unter dem Titel „Morpheus' Dream“[35]
- 2021: Shara Nur. Gauthier Dance, Theaterhaus Stuttgart. (Musik: Björk)
- 2021: Fly Paper Bird. Wiener Staatsballett. (Musik: Gustav Mahler)
- 2022: I love you, ghosts. Nederlands Dans Theater 1, Den Haag (Musik: Harry Belafonte, Alberto Ginastera, Mieczyslaw Weinberg, Einojuhani Rautavaara)
- 2022: Sweet Bones’ Melody. Bayerisches Staatsballett. (Musik: Unsuk Chin)
- 2022: Yesterday’s Scars. Gauthier Dance, Stuttgart. (Musik: The Velvet Underground, Jesse Callaert)
- 2022: A Wilde Story. Staatsballett Hannover (abendfüllend; Musik: The Smashing Pumpkins, Jules Massenet, Erich Wolfgang Korngold, Dame Ethel Smyth, Debbie Wiseman)
- 2023: In the Dutch Mountains. Nederlands Dans Theater 1, Den Haag (abendfüllend; Musik: Béla Bartók, Johannes Brahms, Nits, This Mortal Coil)
- 2023: Seven Ages. Origen Festival Schweiz, Red Tower. (Musik: UA von Kirill Richter)
- 2024: Scènes de ballet. Ballett des Staatstheaters Nürnberg. (Musik: Igor Strawinsky)
- 2025: La Nuit Transfigurée. Les Ballets de Monte Carlo. (Musik: Arnold Schönberg, „Verklärte Nacht“)
- 2025: Monstruo Grande. Gauthier Dance, Theaterhaus Stuttgart (Musik: Mercedes Sosa)
- 2025: Devil's Kitchen. Bayerisches Junior Ballett München, Prinzregententheater München. (Musik: Pink Floyd)
- 2025: Le Sacre du Printemps. Ballett des Staatstheaters am Gärtnerplatz, München. (Musik: Igor Strawinsky)

## Auszeichnungen
- 2003: Prix Dom Perignon
- 2005: Kulturpreis Baden-Württemberg (Förderpreis)
- 2006: Nijinsky Award Monte Carlo
- 2007: „Nussknacker“ nominiert für den Deutschen Theaterpreis Der Faust
- 2012: „Garbo laughs“ nominiert für den niederländischen Tanzpreis „Zwaan“
- 2014: „On velvet“ nominiert für den Deutschen Theaterpreis Der Faust
- 2014: nominiert für den „Taglioni – European Ballet Award“
- 2015: Choreograf des Jahres[36]
- 2017: niederländischer Tanzpreis „De Zwaan“, „Midnight Raga“ wird als beste Tanzproduktion ausgezeichnet
- 2021: Choreograf des Jahres, Auszeichnung der Zeitschrift Tanz[37]
- 2022: Empfänger des Jiří-Kylián-Rings[38]
- 2022: Deutscher Tanzpreis 2022 (gemeinsam mit Christoph Winkler)